# Economía de La Rioja (España)
La economía de La Rioja es el conjunto de bienes y actividades que integran la riqueza de comunidad autónoma de la La Rioja (España) y de sus habitantes.

## Producción y renta
La cuenca del río Ebro, unida a la riqueza natural de la región -destacándose el componente gastronómico debido a la gran variedad de su huerta de sus vinos y el atractivo cultural que ya se ha mencionado- hacen de la zona una región apta para el turismo.
En cuanto a la dotación de infraestructuras, ubicada entre centros industriales y urbanos con la importancia de Bilbao (150 km), Zaragoza (170 km), Madrid (330 km) y Barcelona (500 km).
La región posee un aeropuerto de reciente creación (aeropuerto de Logroño-Agoncillo).
El número de camas disponibles en la región en 1997 ascendía a 1.026, manteniéndose en una proporción adecuada, así como el número de maestros (3.036). 
La Universidad de La Rioja (UR) es de reciente creación -nació en 1992-, y en la actualidad estudian en sus aulas un número de estudiantes que supera los 6.000, con renovación anual por nuevo acceso de unos 2.000 estudiantes. La UR actúa como principal centro regional generador de I+D, al tiempo que afianza su posición de foco de ciencia y cultura reconocido a nivel nacional e internacional en la organización de congresos científicos. 
Estudiando los indicadores económicos, el PIB a precios de mercado, ha experimentado un incremento, desde la incorporación de España en la Unión Europea (UE), tanto para el conjunto nacional como para La Rioja en particular. La Comunidad presentaba un PIB a precios de mercado de 1997 que ascendía a 360.713 millones de pesetas, frente a los 245.964 que presentaba en el año 1986. La explicación del incremento radica en el fuerte crecimiento del PIB en el periodo 1986-1991, en el que se produjo una variación del 5,6%, variación mayor que la alcanzada en el mismo periodo para España, cuya oscilación llegó a 4,6 puntos porcentuales. La Rioja, por lo tanto, confirma en este periodo un esfuerzo productivo superior al del conjunto nacional, comportamiento que se ha seguido manteniendo hasta la actualidad.

## Mercado de trabajo
La población en edad de trabajar ascendió a 218.100 personas en el año 1997 en la Comunidad, un 10,6% del total de población española que tiene 16 años o más. La población activa, personas en edad de trabajar que trabajan o buscan empleo, para ese mismo año es aproximadamente la mitad de la cifra anterior, registrándose una tasa de paro para el mismo año del 13,5%, sensiblemente inferior a la cifra nacional de paro del 20,8%.
Si analizamos el fenómeno del desempleo por sectores en la región, en el año 1997, comprobamos que el sector con menor tasa de paro fue el sector agrícola, con un 4,7%; construcción y servicios mantuvieron la misma tasa de desempleo y un punto por debajo, en el 7%, se sitúa el sector industrial. Si comparamos las cifras regionales con las nacionales para el mismo año, la tasa de paro para el sector primario en el territorio nacional es muy superior a la regional, alcanzando la cifra de 18,9%, situándose como el segundo sector que más paro ha registrado. La construcción se sitúa a la cabeza con un 19,5% cifra que se aleja bastante del casi 8% que registra el mismo sector en La Rioja. Industria y Servicios registran una tasa de desempleo superior en un 3% a la registrada por la Comunidad.
En lo referente a la evolución por sectores, industria y construcción han disminuido sus tasas de desempleo desde el año 1986, registrándose un repunte en el sector industrial en el año 1994 que llegó a alcanzar casi los niveles de partida del 86. Agricultura y servicios han incrementado su tasa de desempleo desde el mismo año, el sector primario ha pasado del 2,7% a situarse en el 4,7%, creciendo por lo tanto en dos puntos porcentuales. El incremento experimentado por el sector servicios en la región ha sido menor que el del sector primario, variando en un 1,2%. La región ha seguido la misma tónica que el conjunto nacional, registrándose por sectores una evolución similar en España para el mismo periodo 1986-1997, excepto en la construcción que pasó de un 30,5% en el año 1986 a una tasa de desempleo del 19,5% en 1997.
La evolución regional se ha mantenido similar a la nacional en el periodo 1986-1997 tal y como ya habíamos apuntado. La tasa de variación entre los dos territorios se diferencia sólo en 0,2 puntos porcentuales, pero se hace necesario estudiar el proceso evolutivo por sectores y periodos. Desde la entrada de España en la UE., el sector agrario ha acusado una fuga de trabajadores hacia otros sectores, consecuencia previsible del desarrollo, y por lo tanto el crecimiento del empleo ha sido negativo en un 4,4% en ambos territorios; se observa, sin embargo, que en el periodo de crisis 1992-1993 muchos trabajadores en La Rioja volvieron a las tareas rurales, de modo que el empleo en la región registró una variación positiva del 9,2%, patrón que no fue seguido por el resto del conjunto nacional, cuya variación fue del -4,4%. En la industria se ha registrado también, un descenso en el número de trabajadores, para España en 1986-1997, de un -0,2% y positiva para La Rioja en el mismo periodo en un 2%. El empleo en el sector de la construcción en la región creció considerablemente en los primeros años del proceso de adhesión, para disminuir su crecimiento, llegando a ser el sector que más acusó la recesión económica con una tasa de variación negativa de 16,9%, recuperándose posteriormente. El sector servicios acusó la crisis en menor medida, y en el periodo de expansión logró incrementar el número de trabajadores en mayor proporción que en los primeros años de la adhesión.